# Lars Sköld
Lars Sköld (ur. 11 listopada 1973 w Sztokholmie) – szwedzki muzyk, kompozytor i instrumentalista, a także producent muzyczny. Lars Sköld znany jest przede wszystkim jako perkusista zespołu Tiamat, którego jest członkiem od 1994 roku. W 2008 roku wraz z zespołem uzyskał nominację do nagrody szwedzkiego przemysłu muzycznego Grammis. Od 2002 roku współpracuje z wokalistą Johanem Prosellem w ramach projektu Double Park. W 2008 roku zagrał na solowym albumie gitarzysty Leifa Edlinga, znanego z występów w grupie Candlemass. Muzyk współpracował także z surf rockowym zespołem Safari Season.

## Dyskografia
- Tiamat – Wildhoney (1994, Century Media Records)
- Tiamat – A Deeper Kind of Slumber (1997, Century Media Records)
- Tiamat – Skeleton Skeletron (1999, Century Media Records)
- Safari Season – The Sound Of The Sun (2002, Zip Records)
- Tiamat – Judas Christ (2002, Century Media Records)
- Double Park – Orange Drive to Seer Street (2002, After Hours Music)
- Double Park – After Hours (2003, After Hours Music)
- Tiamat – Prey (2003, Century Media Records)
- Double Park – My Destroyer (2006, After Hours Music)
- Double Park – Clowns and Queens (2007, Soundcarrier)
- Leif Edling – Songs of Torment, Songs of Joy (2008, GMR Music)
- Tiamat – Amanethes (2008, Nuclear Blast)